# Julien Benneteau
Julien Benneteau (n. 20 decembrie 1981, Bourg-en-Bresse, Rhône-Alpes, Franța) este un jucător de tenis francez, medaliat olimpic. A participat la o ediție a Jocurilor Olimpice (2012) în care a câștigat o medalie de bronz.